# Leek SCOB FC
Leek County School Old Boys Football Club (oftast förkortat till Leek CSOB) är en engelsk fotbollsklubb från Leek, Staffordshire.